# Hatfield (condado de Hampshire, Massachusetts)
Hatfield é um lugar designado pelo censo localizado no condado de Hampshire no estado estadounidense de Massachusetts. No Censo de 2010 tinha uma população de 1.318 habitantes e uma densidade populacional de 210,98 pessoas por km².

## Geografia
Hatfield encontra-se localizado nas coordenadas 42° 22′ 22″ N, 72° 36′ 14″ O. Segundo a Departamento do Censo dos Estados Unidos, Hatfield tem uma superfície total de 6.25 km², da qual 6.03 km² correspondem a terra firme e (3.52%) 0.22 km² é água.

## Demografia
Segundo o censo de 2010, tinha 1.318 pessoas residindo em Hatfield. A densidade populacional era de 210,98 hab./km². Dos 1.318 habitantes, Hatfield estava composto pelo 97.8% brancos, o 0.23% eram afroamericanos, o 0.23% eram amerindios, o 0.83% eram asiáticos, o 0% eram insulares do Pacífico, o 0.46% eram de outras raças e o 0.46% pertenciam a duas ou mais raças. Do total da população o 1.21% eram hispanos ou latinos de qualquer raça.